# 최소관련성
최소관련성은 미국 연방대법원이 인터내셔널 슈 대 워싱턴 사건에서 확립한 민사소송법상 원칙으로 피고가 법정지와 최소한의 관계가 있고 관할을 인정하는 것이 공평과 실질적 정의를 해하지 않는다면 관할을 인정할 수 있다는 원칙이다.

## Shibamoto America Inc. v. International Fire and Marine Insurance Co. Ltd.
한국의 국제화재보험회사가 한국의 한 회사와 해상보험계약을 체결하였는 바, 피보험자인 미국회사가 원고로서 일리노이주 연방법원에 제소한 사건에서 피고인 국제화재가 인적 재판관할권이 없다고 다툰 것이다. 이에 대해 법원은 피고의 일리노이주와의 접촉은 2, 3회의 전화통화 또는 텔렉스연락이 전부일 뿐이고 이러한 연락은 보험목적물인 적하의 소유자가 일리노이주 회사라는 사실로 인한 것이므로 그러한 정도의 관련성만으 로는 관할권을 발생시키기에 충분치 않다고 판단하였다. 법원은 특히 피고가 일리노이주에서 영업허가를 받거나 전화가입, 은행거래 등을 한 적이 없으며 일리노이주 내에 소장송달을 받을 대리인을 지명하거나 자산을 소유하고 있지 않다는 점을 중시하였다.